# ちとせげっちゅ!!
『ちとせげっちゅ!!』は、真島悦也による日本の4コマ漫画。竹書房の月刊『まんがライフオリジナル』2002年9月号に初掲載。その後、同誌を中心にいくつかの雑誌に掲載。『まんがライフオリジナル』での連載は2007年8月号で終了したが姉妹誌の『まんがライフMOMO』では引き続き2014年8月号まで連載された（掲載誌参照）。
2005年にはドラマCDが発売された。『まんがライフMOMO』2012年5月号にてアニメ化が発表され、同年7月から9月まで放送された。

## 作品概要
11歳の元気爆発少女・桜庭ちとせは、学校の隣の村役場に勤めるお兄さんに激ラブ中。暇さえあれば、周囲の迷惑かえりみず、役場に突進してはお兄さんに飛びつく毎日。
そんなちとせと親友たち、担任教師、また役場のお兄さんの上司など、ちとせに負けず劣らずの個性的な面々が繰り広げるドタバタを描く。

## 登場キャラクター
桜庭 ちとせ（さくらば ちとせ）
声 - 堀江由衣（ドラマCD）/ 仲谷明香（テレビアニメ）
主人公。すさまじく元気な、11歳の小学生。学校のクラスは5年2組。
カーキ色のセミロングヘア。ちょっとクセっ毛。左側に髪留めをつけている。
5月5日生まれ。名前は「千歳飴」にちなんだらしい（5月5日と千歳飴は何の関係もないが、これは作者の勘違いだったらしい）。
「役場のお兄さん」こと、宏志に激ラブ中。当然、将来は宏志のお嫁さんになるのが夢（というより、ちとせ本人は決定事項と考えている。作文には看護婦になるのが将来の夢と書いたようだが、この作文を読んで宏志は少しばかりがっかりしていた）。
トランポリンもなしに大人の背丈以上の高さへジャンプして宏志にとびついたり、節分の豆をまいただけで花瓶を割ったり、教室から宏志のいる村役場まで、1分未満で到達できるなど小学生とは思えない驚異の体力を持ち、休み時間ごとに宏志に会うため役場にすっ飛んで行く。これは校内でも有名で、校長先生にすら朝礼で「役場が近いからといってあまり遊びに行かないように」とクギを刺されるほど。学内児童（特に下級生）からもその身体能力や破天荒ぶりから一目置かれている。
水泳の授業がある日に、スクール水着の上から何も着ないでランドセルを背負って登校、これを宏志に見つかり注意された。
水泳の授業があった後は、濡れた水着のまま役場へ行くため、宏志のスーツが危機となる。
放送委員。大音量で隣の役場の宏志にメッセージを送った。
担任の麻子先生にいらんことを言ったり、禁止事項違反をしては、ほっぺたを激しくつねられる。また、授業中に居眠りをしてゲンコツを食らうこともしばしば。
麻子先生に「自分の子供の頃に似ている」と言われ、本気で泣いてしまった。
幼稚園までは、パパのお嫁さんになりたいと思っていた。
夏休み中、村長となって、役場に出入り自由となった。
プリン、お菓子全般、鶏の唐揚げが好物。
バレンタインデーには大量のチョコレートを宏志に贈った。
宏志の身分証明書や運転免許証を持ち歩いていたことがある。
赤ん坊の頃から元気一杯な弾丸娘だった。おむつは布製だった。赤ん坊時代の服をママに着せられた上に布おむつをあてられた時は流石にショックを受けていた。
母からお古のパソコンを貰ったことがあるが、そこに入っていた両親の秘密のフォルダを見つけて（さらにそこを母に目ざとく見られて促される形で）中を見てしまい、放心状態になったことがある。
小学生戦隊ジョジレンジャーではレッド担当。最強の戦士でリーダー格。様々な名前の技を持っているが、実際はみんな同じ技。
掲載誌で行われた読者からの人気投票では、主人公ながら3位という結果だった。
柏原 宏志（かしわばら ひろし）
声 - 伊藤健太郎（ドラマCD）/ 羽多野渉（テレビアニメ）
兎歩村の民生課に勤める、若き地方公務員の青年。主に、村役場の窓口を担当。消防団にも所属。
青いショートヘアの爽やかな青年。温和な性格だが、やや周囲に流されがちなところもある。
ちとせの激しいラブアタック（毎度のように飛びつかれる）を避けるべく、見合いをしたが、その相手は麻子だった。
大型連休の直前に、ちとせに激しく飛びつかれて役場のコンクリート柱に後頭部を打ちつけて入院、連休中を病院で過ごすハメになったことがある。
麻子との見合い後は、ちとせだけでなく、麻子にも振り回されがち。
雨の日は傘を使わず、役所の備品であるカッパを着用する。これは、ちとせや麻子との相合傘を避けるためらしい。
一時、ちとせと交換日記をしていた。
姉と妹がおり、義兄と姪がいる。現在は姉一家と自宅で同居している。家事は専ら宏志の役目。
人気投票の結果では6位。
みさき
声 - 能登麻美子（ドラマCD）/ 徳井青空（テレビアニメ）
姓は不明。ちとせのクラスメイトで大親友の少女。ちとせとは、幼稚園以来の付き合い。
カーキ色のショートヘア。ボーイッシュな外観で、一見活発そうに見えるが、実はとてもおとなしく控えめな性格。
パパのお嫁さんになりたいと思っているが、雛子にはそれを「絶滅危惧種」と思われている。
小学5年生だが、まだパパと一緒に入浴している。これはちとせとナイショの秘密だったが、いつの間にか雛子に知られている。ちとせや雛子には「パパっ子」と呼ばれる。
おとなしく控えめなのに、ちとせのとばっちりで、しばしば麻子先生にほっぺたを激しくつねられる。
ふだんおとなしいだけに、怒るとかなり怖い。特に「パパ」関連のことになると、麻子先生さえもたじろがす迫力を持つ。
シチューが好き。
実はちとせや雛子よりも発育が良い。それ故にちとせや雛子に胸を揉まれたことがある。
小学生戦隊ジョジレンジャーではブルー。技巧派戦士の触れ込みだが気が弱く、また技も多彩とは言えない。
人気投票の結果は2位。
柊 雛子（ひいらぎ ひなこ）
声 - 佐藤利奈（ドラマCD）/ MAKO（テレビアニメ）
ちとせのクラスメイト。ちとせ、みさきとは親友。家が金持ちのお嬢様。物静かだが、時々ダークな発言やズレた発言をする。
漆黒のストレート・ロングヘア。白いカチューシャで留めている。口が“×”形に描かれることが多い。
3月3日生まれなので「雛子」と名づけられた。本人は、耳の日なので「ミミコ」と名づけて欲しかったらしい。
七夕用の短冊には、来年以後も使えるような内容と、リサイクルマークを書く。
夏祭りの御輿を担ぎたいと思っているが、身長が足らずに担ぐことができない。御輿が担げれば、大人の仲間入りと思っているらしい。
身体はあまり強くなく、夏の暑さで失神するほど。花粉症でもある。しかもカナヅチ。
食べ物では人参が苦手。
寝る時は、アイマスクを着用する。
小学生戦隊ジョジレンジャーではブラックを担当。知性派の戦士で必殺技は「ブラックジョーク」。
最近はダジャレやオヤジギャグが好きになったらしく、スルーされると機嫌が悪くなる。また、当初は真面目で麻子先生の体罰を受けることもなかったが、次第に麻子先生に向けて遠慮なく失礼な発言をするようになり、みさきよりもほっぺたをつねられる頻度が増えている。
人気投票では主人公のちとせや親友のみさきも抑えて1位になった。
藤 麻子（ふじ あさこ）
声 - 生天目仁美（ドラマCD）/ 三石琴乃（テレビアニメ）
ちとせのいる5年2組担任の女性教師。弾丸娘のちとせには手を焼いている。
濃い栗色の、ストレート・ロングヘア。バストは88cmのDカップ（ただし自称。それでも学生時代のエピソードや周囲からの評価などから巨乳であると認識されている）。そのことでちとせや雛子に揶揄されたり嫉妬されている。
20代後半で、いまだ独身で恋人もなし。実家の近くにアパートを借りて一人暮らし。本人も周囲も「そろそろ結婚を」と思っている。
6回目の見合い相手が宏志。もちろん話はまとまらなかったが、あきらめてはいないらしい。ちなみに宏志よりは年上の可能性あり。
小さい頃は、ちとせのようなおてんばだったらしい。その頃の髪型は、ツインテールだった。
小学5年の頃、算数のテストで17点しか取れなかった。その時、両親から「晩ご飯抜き、テレビや漫画禁止、おこづかいなし」といった厳しい罰を受け、その反動が教師になるきっかけとなった。また、同じテスト問題を自分が担任する5年2組で出題したが、ちとせは満点だった。
梅雨時、びしょぬれで登校してきたちとせの手を引いて「おもらしした子のためのパンツを借りに行くぞ!!」と大声で繰り返し叫びつつ保健室へ向かうといった、ちとせたちと同レベルの行動をすることがしばしばある。
児童を叱る時は、しばしばほっぺたをつねる。特に激しく怒った時は、A.C.S.S.（アサコ・コークスクリュー・スペシャル）が炸裂する。普段のほっぺたつねりに強烈なひねりが加わって、威力数倍増の技らしい。
最近は体罰問題に配慮してか、児童のほっぺたをつねる場面の直接的な描写は少なくなり、校舎や役場の建物を背景に叫び声や擬音が描かれたり、次のコマに頬を腫らしたちとせ（みさき・雛子）が描かれるだけとなることが多くなっている。
かつての同級生は、幸子・五月・みなみ・あかね・夕子・マミ。全員、結婚している。
毎年、運動会の朝の花火打ち上げを担当している。
保護者には人気があり、見合い写真をたくさんもらう。アパートの大家からも信頼されている。
「フリーマーケット」の「フリー」は「自由 (free)」だと思っている（正しくは、flea=蚤）が、実はこれも作者のミスで、編集担当も間違いに気づかずそのまま掲載されたというのが真相。
ちとせが置き忘れた宏志との婚姻届を見つけた直後、ちとせに飛びつかれ、その衝撃でしばらく動けず、宏志の苦労を身をもって体験することになった。
小学生戦隊ジョジレンジャーでは悪の首領・アッサーコとして登場。年齢に関するネタに反応するが、圧倒的な強さでジョジレンジャーを苦しめるもページ数の都合によって敗れ去った。
役場からちとせを連れ戻す時、最初は手やほっぺたを引っ張っていたが、そのうちに小脇に抱えるようになった。
「大吉を割り増しした」おみくじでも大凶を引いたことがある。
人気投票の結果は主人公ら3人に次ぐ4位。
後輩先生
声 - 伊藤静（ドラマCD）/ 山口立花子（テレビアニメ）
本名不明。明るい赤金色のセミロングヘア。大きな眼鏡をかけている。2年生を受け持ち、柏原美香（後述）の担任でもある。
いつも一言多く、麻子の神経を逆なでする。
酒癖が悪い。居酒屋で酔っ払い、どこかのドア（トイレ?）を外した事がある。かなり酔うと、某ネコ形ロボットのまねごとをすることがある。特に飲み過ぎると、顔色が青くなるため、さらにオリジナルに似るらしい。
趣味である玩具の収集やネットオークションに惜しみなく給料を使うために年中金欠。そのため麻子にちょくちょく借金したり、食事をたかっている。そのためには手段を選ばず、麻子の部屋の合鍵を作ったり寝顔を携帯カメラで撮影したりしているなど犯罪の域に達している。
学生時代、図書室の本を借りたまま返していないなど、モラル面で問題があるのではと思われる。
教え子のバレンタインのチョコレートやホワイトデーのお菓子を没収して腹の足しにしようとして麻子や教え子を引かせたことがある。
実はかなりのアニメオタク。特に深夜アニメがお気に入りで、リアルタイムで見ながらネット上で実況することを日課としているため、常に寝不足気味である。
英語はあまり得意でなく、教え子の英語で書かれた夏休みの日記に苦戦している。
人気投票の結果は8位。
シゲさん
声 - 緒方賢一（ドラマCD）/ 辻親八（テレビアニメ）
本名不明。宏志の上司。45歳のおじさん。
だいぶ白髪も混じったカーキ色の髪を、オールバックにしている。小学生の娘を溺愛する、子煩悩な父親でもある。趣味は囲碁。
パソコンは苦手。というか全然使えない。
クリスマスに、ちとせに本物の宏志の記名・捺印入りの婚姻届用紙をプレゼントした。かなりおちゃめな方である。
若い頃、怪談の百物語を実際に100本のろうそくを使ってやったが、その火が大火災を招き、村を半焼したことがあるらしい。
この年齢の男性の常か、家族からは疎んじられている印象あり。
人気投票ではなんと宏志を抑えて5位となった。
校長先生
ちとせが通う小学校の校長。本名不明。初老の落ち着いた雰囲気。やや細身で、白髪。眼鏡をかけており、朝礼の時の話は長い。
もちろん、ちとせのことはよく知っていて、朝礼でそれとなく注意することも。
麻子がなかなか結婚できないことも、少し気にかけている。
ちとせママ（桜庭夫人）
声 - 井上喜久子（ドラマCD） / 内田彩（テレビアニメ）
本名は不明。少し癖のあるロングヘアを、後ろでまとめている。
優しいが、笑いながら怒ったりする。なお、登場時は後ろ姿か頬から下だけで、目が描写されたことがない。
子持ちとは思えないほどの美貌とプロポーション。海水浴ではきわどい水着を着用し、麻子先生や後輩先生よりもナンパ目的の男たちの人気を博した。6巻おまけではさらに過激な水着を着て登場、ちとせをも引かせている。ハロウィンの時も夫の前で露出度の高いコスプレをしている。
料理ほか家事全般が得意。
ソフトボールも得意で、地域大会でその腕前を披露し、その多彩な活躍ぶりから「完璧超人」の異名も付いた。
娘からは「変」と認識されている。
娘の教育に関しては夏休みの宿題関連にて意外と真面目な部分も見せている。
「エプロンだけ」の姿（いわゆる「裸エプロン」）で、夫を「落とした」らしい。
最近は、宏志にもモーションをかけている。宏志の「すっごいお宝写真」を持っているらしい。
なお、夫は健在で夫婦仲もよく、最近はちとせをだしにして「弟か妹を作ってあげよう」と夫に要求したり、ちとせを宏志に預けて夫婦旅行に出かけたりと日々余念がない。
夫とは実は幼馴染同士であり、子どもの頃は夫が好意からちょっかいを出す立場だった。
夏には役場の冷房で涼みに来るが、経費節約で役場の冷房が止まっているとその場で服を脱ぎだして無理やり冷房をつけさせる。
自分のホームページを開設しているらしく、パソコンに強いと思われる（お古のパソコンをちとせにあげたりしている）。
ちとせのお年玉の貯金を目聡く見つけて取り上げたこともある。
人気投票の結果は7位。
ちとせパパ（桜庭氏）
声 - 羽多野渉
本名は不明。床に座り、後ろ向きで新聞を読んでいる姿が確認されている程度の扱い。ただ、妻には過激なほどに愛されている。目立たないがスタイルは良い方で、固くて太くてステキな柱を持っているらしい。
実は妻とは幼馴染。ちょっかいを出して泣かせた際に自分が嫁に貰ってやると発言したことがある。
妻との夫婦仲は非常に良いが、その一方で妻の積極性に押されている部分もある。
桜庭家では一番常識的な人物だと思われる。実際に妻がいらない発言をした際に止めたこともある。
雛子の父（柊氏）
会社の社長。本名は不明。
ちとせとみさきがお泊まりに来た時、 2人が想像した「社長」のイメージに合わせ、つけひげをつけて葉巻をくわえて登場した。けっこうおちゃめな性格のようである。
娘の奇行に付き合うこともあり、時折それに振り回されている。
レギュラーでもなく出番も少ないのに人気投票では9位に入った。
みさきのパパ
たった一コマのみ登場。みさきに過激なまでに慕われている。顔は描かれていないが髭を生やしている事だけは明らかにされている。
神社の巫女さん
声 - 三宅麻理恵
本名不明。地元の神社で巫女をしており、初詣の時によく登場している。髪は基本的に黒髪ストレートだが、トーンのときもある。実は神社の娘さん。
柏原美香
声 - 明坂聡美（テレビアニメ）
宏志の姪で、宏志の姉の娘。小学2年生。髪は金髪。イギリスからの帰国子女で英語に堪能なバイリンガル。夏休みの日記をみんな英語で書いている。
叔父の宏志ラブでちとせや麻子とは恋敵 (?)。叔父と姪では結婚できないことを知り、それができるインドに行こうと考えている。宏志のことは呼び捨て。
校長やシゲさんなど大人相手に英語で翻弄したりするなど腹黒いが、ちとせたちには振り回されて突っ込み役に回っている。両親の変人ぶりが悩みのタネ。
金髪は父からの遺伝だが、父の変人ぶりからか父の髪をそり落としたこともある。
ちとせや雛子、みさきとはなんだかんだ言いながら仲が良い。クラスではちとせと仲が良いということで一目置かれている。
美香ママ（柏原夫人）
宏志の姉で美香の母。本名は不明。髪は黒髪でかなりの美人だが過剰なまでに弟思いであり、宏志に好意を寄せる存在（とくに麻子）に敵意を燃やす。
弟とは基本的に仲が良いものの妹とは疎遠。専業主婦ながら家事はあまりしない。
夫のことはかなり愛しているが顔立ちが弟酷似であることから結婚している経緯あり。夫よりはまともではあるもののその変人ぶりは弟や娘を悩ませている。
美香パパ（柏原氏）
宏志の姉の夫で美香の父。本名は不明。髪は金髪で宏志に酷似した顔立ちをしている。
ブラックカードを持つ大金持ちで、職業は建築デザイナー。前述通り顔立ちは宏志に酷似しているものの、娘いわく「目は変質者のもの」。故に奇行がかなり多く、火事の見回りをしたときに職務質問を受けたり、サンタクロースの格好をしている時も警察の世話になったことがある。
髪を染めて義弟にすり変わったりして麻子やちとせを翻弄しては痛い目に遭っている。下手な事を言って麻子から容赦なく殴られている描写あり。
一方、宏志に似ているから結婚しているという理由から、容姿を保つために運動を欠かさない一面もある。
自身の金髪は娘に遺伝しているが、父の変人ぶりに困る娘によって自身の頭髪をそられたことがある。
変人であるが、時として麻子の想いに気付かない義弟・宏志の鈍感さを指摘するまともな一面もある。
柏原千紗
宏志の妹。姉や兄とは疎遠。姉に対しては変態女と嫌い、兄に対しても自身の飼い犬をポチ（宏志の飼い犬、後述）に妊娠させられたりなど、あまり好いていない。
しのぶ
声 - 仲谷明香（OVA あさこげっちゅ!!）
麻子が高校生の頃の友人の一人。
やたらと、麻子のブラジャーのホックを服の上から外す癖があった。
同級生の稲田が好きだったが、稲田は麻子が好き、という関係だった。
稲田（いなだ）
声 - 羽多野渉（OVA あさこげっちゅ!!）
しのぶ、麻子の高校生の頃の友人の一人。眼鏡をかけていた。
麻子が大好きで告白もしたが、麻子にはあっさり振られた。
麻子に勉強の面で触発された結果、赤門をくぐることになる。

### 動物
ポチ
声 - MAKO（テレビアニメ）
宏志が飼っている犬。全身がまっ白の日本犬。性格はおとなしい。忠犬。
千紗（宏志の妹）が飼っている犬を妊娠させた。
コタロー
麻子が飼っている猫。トラネコ。
元は、仔猫の時にちとせが拾った捨て猫。麻子が引き取って育て、そのまま飼い続けている。
最近、麻子の周辺ではコタロー似の子猫が増えているらしい。

## 登場ロボット
ダイショウガクセー
ジョジレンジャーが乗り込む巨大ロボット。黒を基調とした攻撃的な色彩で強そうだが、必殺技など実力を発揮させてもらえず巨大アッサーコにボコボコにされるなど冴えない扱いをされている。
2号ロボットの存在が仄めかされているが、クリスマス商戦絡みで出せないと言われて登場できず。
スーパーファイヤーロボ
雛子が想像した宏志搭乗の大型可変ロボット。専用テーマ曲をもち、「消防大変形」で消防車から変形する。まったく活躍場面は描かれなかった。

## 主な舞台
兎歩村（とあるむら）
小学校の近くには、牧場やりんご農園がある。
小学校
ちとせやみさき、雛子が通う学校。
「村」の学校なのに、本校舎が鉄筋コンクリート造の4階建と、かなり大規模で豪華。
兎歩村役場
宏志の仕事場。ちとせが通う学校のすぐ隣にある。
小学校の授業終了（放課後ではなく、各時限の終わり）のチャイムが鳴ると、ちとせが出現するまでの1分以内に書類、データ、職員（宏志の近くから）といった、各種の退避が行われる。
避難訓練は、小学校と合同で行う。

## 書誌情報等

### 掲載誌
以下の雑誌に掲載されている。発行は、いずれも竹書房。
- まんがライフオリジナル
- まんがライフMOMO
- ももせたまみSPECIAL増刊号
- 学園パラダイス♥

### 単行本
- 真島悦也『ちとせげっちゅ!!』 竹書房〈バンブーコミックス〉、全10巻
本作品の単行本第1巻は、この作者の初の単行本である。
  1. 2004年6月27日初版発行、ISBN 978-4-8124-5963-8
  2. 2005年5月27日初版発行、ISBN 978-4-8124-6162-4
  3. 2006年5月27日初版発行、ISBN 978-4-8124-6458-8
  4. 2007年4月27日初版発行、ISBN 978-4-8124-6572-1
  5. 2008年4月27日初版発行、ISBN 978-4-8124-6810-4
  6. 2009年5月11日初版発行、ISBN 978-4-8124-7073-2
  7. 2010年10月11日初版発行、ISBN 978-4-8124-7450-1
  8. 2012年8月10日初版発行、ISBN 978-4-8124-7940-7
  9. 2013年2月9日初版発行、ISBN 978-4-8124-8090-8
（特装版 ISBN 978-4-8124-7980-3 TVアニメ未放送のオリジナルアニメDVD&小冊子つき）
  10. 2014年8月9日初版発行、ISBN 978-4-8124-8090-8

### ドラマCD
ドラマCD『ちとせげっちゅ!!』は、2005年に第1巻、2006年に第2巻がチェンバースレコーズから発売されている。
1. 第1巻（2005年12月22日発売） - 1話あたり約16 - 20分で全3話と、主題歌「ダイスキのキモチ♪」を収録。
  1. 第1話「暴走、恋する小学生!」（脚本：鈴木雅詞）
  2. 第2話「柏原君のお見合い」（脚本：香村純子）
  3. 第3話「風雲、大運動会!」（脚本：鈴木雅詞）
  4. 主題歌「ダイスキのキモチ♪」（作詞・作曲・歌：片霧烈火）
2. 第2巻（2006年6月23日発売） - 1話あたり約15 - 19分で全4話と、オープニング「ダイスキのキモチ♪」とエンディング「放課後シンパシー♪」を収録。
  1. オープニング「ダイスキのキモチ♪」（作詞・作曲・歌：片霧烈火）
  2. 第1話「ちとせ、ライドオン!」（脚本：野中幸人）
  3. 第2話「あなたが望むなら」（脚本：野中幸人）
  4. 第3話「結成! 乳歯が抜けるの阻止し隊」（脚本：香村純子）
  5. 第4話「シンデレラでげっちゅ!」（脚本：香村純子）
  6. エンディング「放課後シンパシー♪」（作詞・歌：片霧烈火/作曲：HIR）

各巻とも、ライナーノートに描き下ろしの4コマが2本と、ラフスケッチ風のカットが収録されている。
ドラマCDとコミックス発売にあわせて掲載誌で行われた読者プレゼントの抽選景品は、作品イラスト入りの子供向けの防犯ブザーだった。コミックス3巻冒頭ではこの景品にあわせて、防犯ブザーをネタにした描き下ろしエピソードがカラーで掲載されている。

## テレビアニメ
2012年7月より12月まで、AT-X、テレ玉、KBS京都、ニコニコ動画、バンダイチャンネル、楽天ShowTimeにて放送された。脚本から演出・作画までの多くの工程を監督の佐野隆雄が1人で行っており、多くの回で原画も佐野が1人で担当している。

### スタッフ
- 原作 - 真島悦也（竹書房刊/「まんがライフMOMO」連載中）
- 監督・脚本・キャラクターデザイン・絵コンテ・演出・作画監督 - 佐野隆雄
- 色彩設計 - 大塚奈津子
- 美術監督 - 高田真理
- 撮影監督 - 柏原進
- 編集 - 吉武将人
- 音響監督 - 川添憲五
- 音楽 - 流歌
- 音楽制作 - スクラムスタッフ
- 音響制作 - ダックスプロダクション
- プロデューサー - 藤井宣宏、鈴木伸明、山崎明日香、石塚治寿、金子逸人
- 制作プロダクション - ドリームクリエイション
- アニメーション制作 - SILVER LINK.
- 製作著作 - 竹書房、SPO、AT-X

### 主題歌
エンディングテーマ「ちとせげっちゅ!!の歌」（第1話-第13話）
作詞 - 津田好久 / 作曲 - 水城新人、宮崎京一 / 編曲 - 宮崎京一 / 歌 - ちとせ（仲谷明香）、みさき（徳井青空）、雛子 (MAKO)
ED映像によると、ちとせはVC担当、みさきはギター担当、雛子はマラカス担当である。
エンディングテーマ「千年-ちとせ-アイラビュー」（第14話-第26話）
作詞 - RUCCA / 作曲 - でか大 / 歌 - 山口立花子、飯塚麻結
通信制高校クラーク記念国際高等学校の声優学科講師・山口立花子と生徒・飯塚麻結のユニットを結成して歌手デビュー。

### 各話リスト
| 話数   | サブタイトル       | しばいぬ子さん情報コーナー                                       |
| ------ | ------------------ | ---------------------------------------------------------------- |
| 第1話  | ちとせちゃんの日々 | 『リコーダーとランドセル レ♪』&『ゆるめいつ3でぃ』ブルーレイ&DVD |
| 第2話  | お見合い           | アイドルDVD『今野杏南 あんちょびーむ』                           |
| 第3話  | 大人のみりょく?    | 映画『おおかみこどもの雨と雪』                                   |
| 第4話  | パパっ子           | CD『しばいぬ子さんのうた』                                       |
| 第5話  | コスプレ雛子       | ビジュアルムック『Voice Angel』                                  |
| 第6話  | スケッチ           | 単行本『AGC38 Love Stories in 吉祥寺 チョコレート革命』          |
| 第7話  | 避難くんれん       | 『隠密剣士』DVD-BOX                                              |
| 第8話  | みんなで!          | 緋色の欠片 季封村秋祭り                                          |
| 第9話  | いつもの日々       | 『+チック姉さん』Blu-ray&DVD                                     |
| 第10話 | 先生の弱点?        | DVD『麻雀最強戦2012 著名人代表決定戦 風神編』                    |
| 第11話 | 七夕               | DVD『けものとチャット』                                          |
| 第12話 | プール開き         | 竹書房動物DVDシリーズ『うさぎ島日和』                            |
| 第13話 | 夏まつり           | 漫画『てーきゅう』                                               |
| 第14話 | 読書の秋?          | DVD『ゆるめいつ3でぃplus』『ちとせげっちゅ!!』『しばいぬ子さん』 |
| 第15話 | うんどうかい       | ちとせげっちゅ!!BD&DVD&CD発売記念イベント                        |
| 第16話 | 美香登場           | 『アラタなるセカイ』コンプリートBOX                              |
| 第17話 | お食事です         | 『ちとせげっちゅ!!』CDミニアルバム                               |
| 第18話 | ダイエット?        | 『織田信奈の野望』Blu-ray&DVD                                    |
| 第19話 | 女の子らしく       | 『男!あばれはっちゃく』DVD-BOX                                   |
| 第20話 | クリスマス         | DVD『課長の恋』                                                  |
| 第21話 | 大そうじと思い出   | 『蒼い世界の中心で』主題歌CD                                     |
| 第22話 | 大みそか           | 『ミルキィホームズライブin武道館』Blu-ray&DVD                    |
| 第23話 | はつもうで         | アニメ『しばいぬ子さん』一挙放送                                 |
| 第24話 | 柏原の1日          | ねんどろいど『赤座あかり』                                       |
| 第25話 | 手作りしましょ     | 漫画『石田とあさくら』                                           |
| 第26話 | 早いモノ勝ちっ!    | 新番組『あいまいみー』                                           |

### 放送局
| 放送地域 | 放送局  | 放送期間                                        | 放送日時                              | 放送系列 | 備考                                                 |
| -------- | ------- | ----------------------------------------------- | ------------------------------------- | -------- | ---------------------------------------------------- |
| 日本全域 | AT-X    | 2012年7月1日 - 9月23日 2012年9月30日 - 12月23日 | 日曜 24:56 - 25:00 日曜 25:56 - 26:00 | CS放送   | 製作委員会参加 リピート放送あり 第14話より時間枠移動 |
| 京都府   | KBS京都 | 2012年7月3日 - 12月25日                         | 火曜 25:30 - 25:35                    | 独立局   |                                                      |
| 埼玉県   | テレ玉  | 2012年7月5日 - 12月27日                         | 木曜 25:00 - 25:05                    | 独立局   |                                                      |